# 존 C. 보글

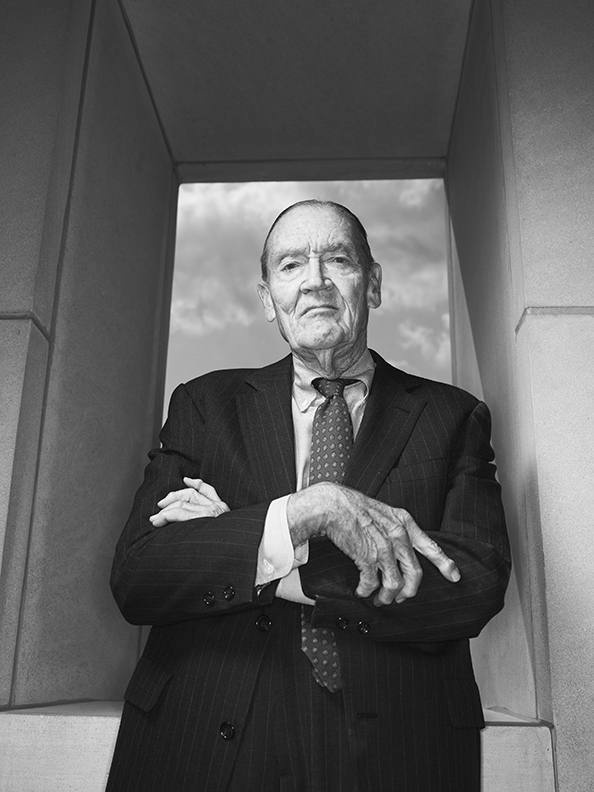

존 C. 보글(영어: John C. Bogle, 본명: 존 클리프턴 "잭" 보글, John Clifton "Jack" Bogle, 1929년 5월 8일~2019년 1월 16일)은 미국의 투자자, 사업가, 자선가였다. 뱅가드 그룹의 창립자이자 CEO였으며 인덱스 펀드를 대중화한 공로를 인정 받았다. 열렬한 투자자이자 자금 관리자인 그는 투기보다는 투자, 단기적인 행동보다는 장기적인 인내, 가능한 한 중개인 수수료를 낮추는 것을 설교했다. 보글의 이상적인 투자 수단은 배당금을 재투자하면서 평생 보유하는 미국 시장 전체를 대표하는 저비용 인덱스 펀드였다.
1999년 저서 "Common Sense on Mutual Funds: New Imperatives for the Intelligent Investor"는 베스트셀러가 되었으며 투자 커뮤니티 내에서 고전으로 간주된다.